# Gradišćei nyelv
A gradišćei nyelv vagy gradišćei horvát nyelv (gradišćanski jezik, gradišćanskohrvatski jezik, akik viszont nyelvjárásnak tekintik, azok a narječje nevet használják rá) a horvát nyelv ča nyelvjárásából önállósult nyelvváltozat, amit a burgenlandi horvátok beszélnek. A felmérések szerint Ausztria, Magyarország, Szlovákia és Csehország területén élnek beszélők. A becsült szám 70 000, de ebből csak kevesebb mint húsz-harmincezer él Burgenlandban. A 2001-es ausztriai népszámlálások szerint Burgenlandban 19 412 ember tekinti anyanyelvének a gradišćeit. A szegény paraszti családok ugyanis az előző évtizedekben az urbanizáció hatására kivándoroltak a nagyobb városokba. Jelentősebb közösségek Bécsben és Grazban élnek.
Burgenland horvát neve Gradišće, innen a nyelv elnevezése. Nevezik még burgenlandi horvát nyelv-nek, magyarosabb alakban őrvidéki horvát-nak, illetve várvidéki horvát-nak. Az őrvidéki horvátokat nevezték egykor fehérhorvátok-nak is (Wassercroate), ezért kifejezés is fehérhorvát nyelv létezik. A trianoni békeszerződés előtt hivatalosan nyugat-magyarországi horvát nyelv volt a neve. A Gradišće kifejezés a Burgenland tükörfordítása, akárcsak a Várvidék név a magyarban.
A horvátok nemrégiben harcot indítottak a gradišćei oktatási nyelvként való elismerésére Magyarországon is. Itt jelenleg Szentpéterfán és néhány másik faluban oktatják iskolában.
A gradišćei nyelv is része az ún. közép-délszláv diarendszernek, amely a montenegróiak, horvátok, bosnyákok és szerbek közös abstandnyelve, jól, könnyen megértik egymást a nyelvek beszélői, viszont nagyobb különbségek vannak a gradišćei és a szerbhorvát nyelv között.

## Története
A burgenlandi horvátok ősei a mai Dél-Horvátország és az Adriai-tenger mellékéről húzódtak feljebb az oszmán-török hódítások miatt a 16. században. Ezek a horvátok a ča nyelvjárást beszélték. További csoportok települtek Alsó-Ausztriába, de a németek erőszakkal beolvasztották az ottani horvát kisebbséget. 1683-ban, Bécs ostromakor a tatár lovasság végigpusztította Alsó-Ausztriát és az ottani még megmaradt horvátok jelentős része kipusztult.
A Kőszeget hősiesen védelmező Jurisics Miklós, aki maga is tengermelléki horvát volt, számos menekülő horvátnak adott lehetőséget ebben a régióban letelepedni, de horvátok egészen Morvaországig is jutottak. A nyugat-magyarországi földbirtokosok a török háborúk után is tudatosan telepítettek horvátokat, mert jó munkaerőnek bizonyultak. Ezek az új telepesek viszont már što nyelvű területről érkeztek.
Horvátországban a 19. század közepéig minden területen saját irodalmi nyelvet használtak, így a három fő dialektusnak (ča, kaj, što) külön szabványa volt, ugyanez kialakult a nyugat-magyarországi horvátoknál. Az első kifejezetten gradišćeinek mondható könyv Grgur Mekinić evangélikus lelkész énekeskönyve 1609-ből, a Dusevne peszne. Mekinić a Muraközből származott, nyelvében ezért a ča nyelvhez a kaj nyelv is keveredik, nemcsak a szavak, hanem még a nyelvtani elemek is összevegyülnek. Az új nyelvet még erős külső hatás, a magyaron és németen kívül szlovén is éri, ami mind a mai napig érezhető. Szlovén protestáns lelkészek közül többen az üldözések elől épp Magyarországon leltek menedéket és az első szlovén könyveket a nyugat-magyarországi horvátok is megismerték. A protestantizmus azonban nem vert gyökeret köztük és a 17. század végére már nem akadt egy horvát protestáns sem.
A szlovén hatás azonban még folytatódott. A horvátok megőrizték kapcsolatukat a zágrábi püspökkel (a ča horvátok korábban csakis kizárólag a zenggi püspökség alá tartoztak), ahol a hivatalos nyelv a kaj-horvát volt. Az onnan származó könyveket használták eleinte és azok befolyása alatt formálódott nyelvük, mert miután azt tekintették mérvadónak, idomítani igyekeztek hozzá nyelvüket. A kaj-horvát a szlovén legközelebbi rokona ma is, ezért nehéz meghatározni a konkrét szlovenizmusokat a gradišćei nyelvben. A 18. századi nyugat-magyarországi horvát alkotóknak számos kapcsolata volt a magyarországi szlovénekkel, akik mindvégig szintén egy saját irodalmi nyelvet, a vend nyelvet használtak, amelyben ugyancsak a jelentős a kaj hatás. Az első vend nyelvű mű a régi martyánczi énekeskönyv egyik forrása között volt a Mekinić énektár is, Bogovich Lőrinc író pedig a szentgotthárdi apátságban élt hosszú évekig. A magyarországi szlovének 19. századi írója Szabár Jakab szintén horvát (horvátzsidányi) születésű.
A 18. század második felében az addig csak szórványosan megjelenő gradišćei könyvek után szilárad alapokra került a helyi horvát irodalom. Ez az ún. ferences triász érdeme, három ferences szerzetesé Bogovich Lőrincé, Palkovich Godfridé és Sosterich Jeremiásé. A triászon kívül tevékenykedett egy másik jelentős szerző Knéfacz Simon is. Szervezett munkával különféle vallásos tárgyú műveket írtak, melyeket tudatosan terjesztettek a horvátok között. Könyveik, mint a Hisa zlata (Aranyház), a Marianszko czveche (Máriakert), a Duhovni vertlyacz (Lelki kert) és mások lettek a nyugat-magyarországi horvát irodalmi nyelv sztenderdjei.
A 19. század közepén a regionális irodalmi nyelveket Horvátországban sorra felváltja a szerbhorvát nyelv, amelyet még a határon túli horvátok között is sikerül elterjeszteni. Ez alól azonban egyik kivételt a nyugat-magyarországi horvátok képezték. A szlovén származású Ficzkó József peresznyei pap tudatosan elvetette azt, hogy a szerbhorvátra térjenek át a helyi horvátok is, ehelyett nagy erővel folytatta a gradišćei nyelv használatát. Ficzkó idején gazdagodott a legtöbb kaj és szlovén elemmel a gradišćei nyelv, miután ő még hazai iskolában végezte tanulmányait. Több kutató is úgy véli, hogy irodalmi műveit Küzmics István és Küzmics Miklós, a két legjelentősebb magyarországi szlovén irodalmár alkotásai befolyásolták. Ficzkó tevékenységének köszönhetően a gradišćei nyelv nem degradálódott olyan mély szintre, mint a kaj és a ča, népiskolai tanításból nem került ki. Bár a Ficzkót követő nemzedéke a gradišće íróknak mégis elkezdett közeledni a szerbhorvát felé, mert máskülönben teljesen elszigetelődtek volna a magyarosító politikával szemben és akkor a gradišćei nyelv nem lenne képes követni a nyelv változásait. A nyelvi reformot Glavanich Gáspár szarvkői plébános már el akarta indítani, ám váratlanul meghalt. Ám a folyamat nem szakadt meg, mert a Glavanich köré csoportosuló új értelmiség, köztük Borenich Márton és Nákovich Mihály folytatták a munkát, új tankönyveket adtak ki, kalendáriumot és újságokat alapítottak, kultúregyesületeket szerveztek. Borenich elintézte még a helyi horvát fiatalok zágrábi tanítattását és a Gaj-típusú ábécé is bevezetésre került, amit Ficzkó még elutasított. Ám a gradišćei megőrizte jellegzetes karakterét, ezért a szerbhorváttól különböző nyelvi norma maradt.
A burgenlandi horvátok elkerülték azt, hogy a horvátság nagy részét tömörítő Jugoszláviához kerüljenek, de voltak kísérletek az itteni (viszont nem egy tömbben élő!) horvátok bekebelezésére. Erre irányult a közös csehszlovák-jugoszláv korridor tervezete, ami nem valósult meg. Ausztria a második világháború után törvényi erőre emelte a horvát kisebbség jogait, így a horvátok ezúttal sem vezették be a szerbhorvát nyelvet és a gradišćei horvát nyelv ma is a horvát kisebbség oktatásának szerves részét képezi. Néhány éve már Magyarországon is bevezették.
A nyelvet hivatalosan az 1960-as években ismerték el Ausztria területén. Stephan László kismartoni püspök, a burgenlandi egyházmegye alapítója bevezette liturgikus nyelvnek a burgenlandi horvátot, melynek hatása nyomán kiadták az új nyelvtant és a szótárakat, így megkezdődhetett a burgenlandi horvát oktatása is.

## Nyelvjárások
A burgenlandi horvát nyelv nyelvjárásai három csoportba sorolhatók: što, ča és a kettő keveredése. A nyelvjárások a burgenlandi horvátság néprajzi csoportjai szerint oszlanak meg:
- A stoj nyelvjárás: što-ča keverék nyelvjárás Pinkóc, Pásztorháza, Újhegy környékén
- A vlah nyelvjárás: što nyelvjárás Bándol, Szabar, Incéd környékén
- A dolinci nyelvjárás: ča nyelvjárás Alsópulya, Répcesarud, Pervány vidékein
- A polján nyelvjárás: erősen kaj hatás alatt álló ča nyelvjárás a Fertő tó környékén
- A haci nyelvjárás: ča nyelvjárás szintén a Fertő vidékein
- Néhány apróbb közösség a Fertő tó környékén kaj-horvátul beszél, illetve a szlovákiai Horvátgurabon is kaj nyelvjárást használnak

Valamennyi nyelvjárásról elmondható, hogy a szlovén, vend és kaj nyelvek kiejtésüket, szókincsüket, ragozásukat egyaránt befolyásolták. Lexikai és hangtani sajátosságokat tekintve magyar és német hatással is számolni kell, ugyan ma a német hatás Ausztriában, míg a magyar természetesen Magyarországon érezteti legerősebben a hatását. A legészakabbra fekvő horvát közösségre, illetve a szlovákiai horvátokra már hatással van a szlovák nyelv. A régi gradišće irodalmi nyelvben még számos idegen behatást figyelhetünk, a legújabb gradišćei sztenderd igyekszik ezektől megtisztítani a nyelvet és inkább horvátországi átültetéseket használ.

## Az irodalmi nyelv és a jellemzők
Az első irodalmi gradišćei a ča nyelvjárásból fejlődött ki jelentősen kajkavosodva, mostanra pedig što elemekkel bővült. Az oktatási és irodalmi nyelvként ugyan a ča-kaj keverék jellegű norma dominált, mert az itteni horvátok megőrizték ugyanakkor a zágrábi püspökkel való kapcsolatukat, ezért kaj nyelven írt Bibliákat, ima- és egyéb vallási könyveket használtak. E két horvát nyelvi variáns kapcsolódása eredményezte a tényleges gradišćei nyelvet amely ikavski kiejtésű volt, de rengeteg kaj jövevényszóval és jelentősen gazdagodott (főleg Ficzkó munkáinak köszönhetően) szlovén hatásokkal. A horvát ábécét csak később vette át, azelőtt magyar ábécé szerint írták. A mai írott gradišćei részben megőrizte ikavski kiejtését, de sokkal inkább što nyelvjárásokra alapul a horvátországi horvát nyelvhez való közeledés végett. A kajkavizmusok és szlovenizmusok hagyatékát őrzik a č hangok jelenléte, amely a što alapú horvátban c. Például míg a horvát a feketét crni-nek mondja, ez a gradišćeiben črna, ehhez hasonló kiejtéssel a što eredetű sokác nyelv rendelkezik. A ć betűt a gradišćei általában ty-nek ejti. Nincsen benne a horvát sztenderdre jellemző đ (dzs), helyette dj-t ejtenek és így is írják. A ki, kicsoda kérdőnévmás a gdo szintén kaj eredetű, vagy az ar-mert kötőszó. Szókészlete azonban már igencsak a što nyelvi normához áll közel és igen gyakoriak már az ijekavski kiejtésű szavak.
Hadrovics László A gradistyei horvát irodalmi nyelv története címmel írt munkájában kiemeli, hogy gradišćei nyelv műemlék nyelv, amely a századok során szerzett változó stílusjegyeket hordozza.
Mivel a gradišćei beszélőinél maradt a csökkenő tendencia, az UNESCO veszélyeztetett nyelvként tartja számon.

## Lásd még
- Magyarországi horvátok

## Külső hivatkozások
- Bölcs Matild: ANYANYELV - REGIONÁLIS NYELV, IDENTITÁSTUDAT - REGIONÁLIS IDENTITÁSTUDAT
- Burgenlandi horvátok Magyarországon
- Dialektustérkép (németül)
- Vilko Novak: Martjanska pesmarica, Založba ZRC, Ljubljana, 1997. ISBN 961-6182-27-7
- Nikola Benčić: Književost gradišćanskih Hrvata, Zagreb 1998. ISBN 953-6260-05-0